# Таймазов, Тимур Борисович
Тиму́р Бори́сович Тайма́зов (укр. Тимур Борисович Таймазов, осет. Таймазты Барисы фырт Тимур; 8 сентября 1970, селение Ногир, Пригородный район, Северная Осетия - Алания) — советский, украинский тяжелоатлет, чемпион летних Олимпийских игр в Атланте, чемпион мира и Европы. Заслуженный мастер спорта Украины (1992).
Старший брат олимпийского чемпиона по вольной борьбе Артура Таймазова.

## Биография
Родился 8 сентября 1970 года в селении Ногир Пригородного района Северо-Осетинской АССР, ныне Северной Осетии — Алании.
Заниматься тяжёлой атлетикой стал с детства у Виктора и Феликса Наниевых. В 17 лет стал мастером спорта СССР, а затем мастером спорта СССР международного класса. Позже стал чемпионом республики, РСФСР и СССР среди юношей. В 1989 году призывается в армию. Служил на Украине, где остался после демобилизации. Был включён в сборную команду Украины по тяжёлой атлетике. В 1990 году стал чемпионом СССР среди юниоров, а в 1991 году стал чемпионом СССР среди взрослых. В 1992 году стал чемпионом Европы, серебряным призёром XXV Олимпийских игр в Барселоне и призёром чемпионата СНГ. В 1993 году стал чемпионом мира и Европы. В 1994 году стал чемпионом мира (мировые рекорды: сумма — 435 кг, рывок — 200 кг) и Европы (мировой рекорд: свыше 430 кг). В 1996 году стал чемпионом XXVI Олимпийских игр в Атланте (мировой рекорд: в толчке — 236 кг). Установил 6 мировых рекордов. На Украине его тренером был Ефим Самойлович Айзенштадт.
Имеет три диплома о высшем образовании: окончил Хмельницкий технологический институт, Северо-Осетинский государственный университет имени Коста Левановича Хетагурова, Всероссийскую государственную налоговую академию МНС РФ.
В июне 2009 года назначен руководителем Управления Министерства по налогам и сборам № 5 по Республике Северная Осетия — Алания.
Женат, имеет двоих детей.

## Спортивные достижения
- Чемпион Летних Олимпийских игр в Атланте (1996)
- Двукратный чемпион мира (1993, 1994)
- Трёхкратный чемпион Европы (1992, 1993, 1994)
- Чемпион СССР (1991 и 1992)

## Награды и звания
- Почётный знак отличия Президента Украины (12 сентября 1995)[2]
- Крест «За мужество» (7 августа 1996)[3]